# Northlake (Illinois)
Northlake és una ciutat dels Estats Units a l'estat d'Illinois. Segons el cens del 2000 tenia 11.878 habitants.

## Demografia
Segons el cens del 2000, Northlake tenia 11.878 habitants, 3.873 habitatges, i 2.753 famílies. La densitat de població era de 1.518,6 habitants/km².
Dels 3.873 habitatges en un 34,2% hi vivien nens de menys de 18 anys, en un 53,9% hi vivien parelles casades, en un 11,4% dones solteres, i en un 28,9% no eren unitats familiars. En el 24,7% dels habitatges hi vivien persones soles el 12% de les quals corresponia a persones de 65 anys o més que vivien soles. El nombre mitjà de persones vivint en cada habitatge era de 2,95 i el nombre mitjà de persones que vivien en cada família era de 3,56.
Per edats la població es repartia de la següent manera: un 25,4% tenia menys de 18 anys, un 9,9% entre 18 i 24, un 29,4% entre 25 i 44, un 19,9% de 45 a 60 i un 15,4% 65 anys o més.
L'edat mediana era de 36 anys. Per cada 100 dones de 18 o més anys hi havia 92,8 homes.
La renda mediana per habitatge era de 48.406 $ i la renda mediana per família de 53.090 $. Els homes tenien una renda mediana de 33.931 $ mentre que les dones 26.313 $. La renda per capita de la població era de 18.119 $. Aproximadament el 6,2% de les famílies i el 8,4% de la població estaven per davall del llindar de pobresa.

## Poblacions properes
El següent diagrama mostra les poblacions més properes.